# Gótico isabelino

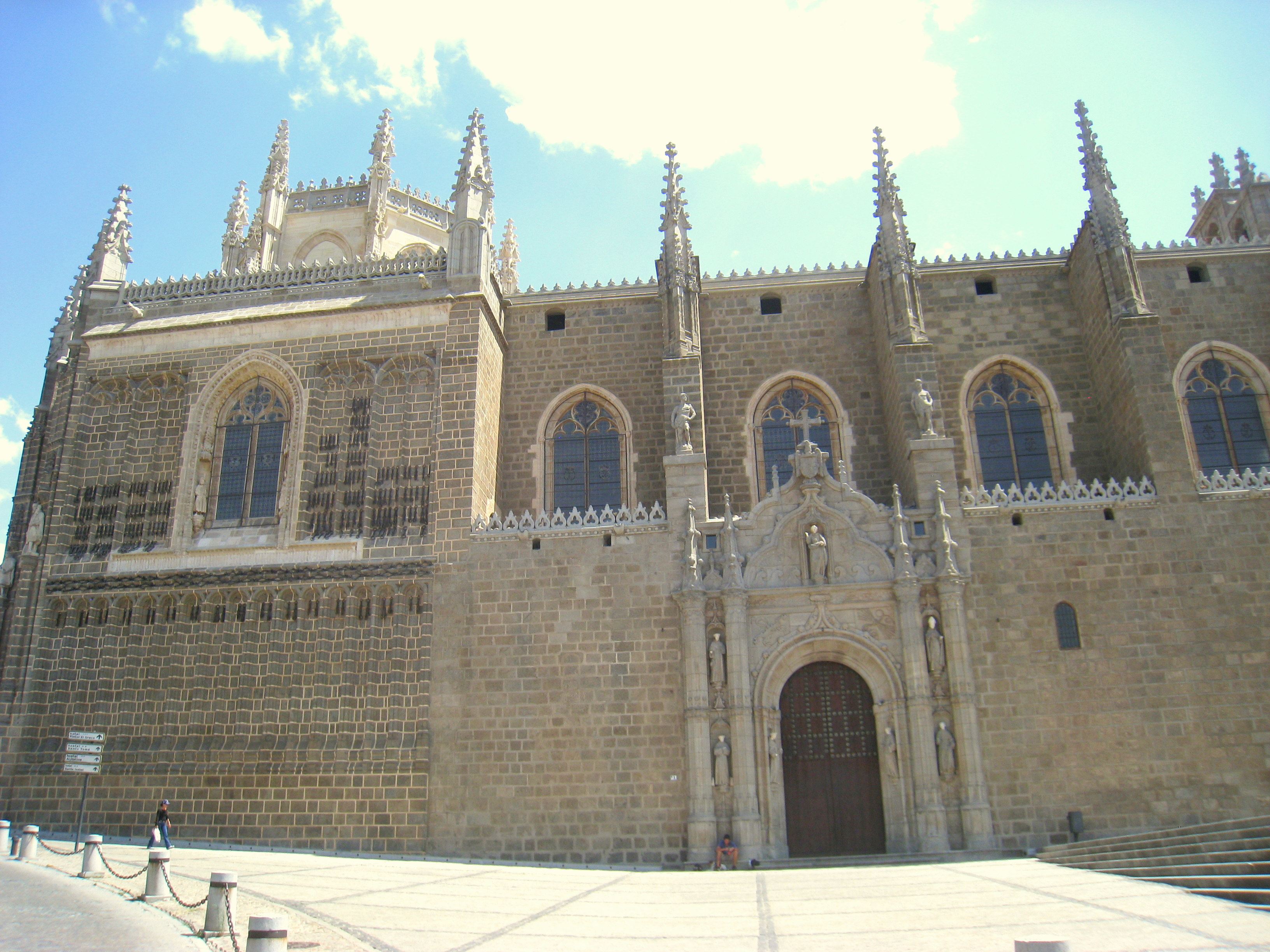
Mosteiro de São João dos Reis

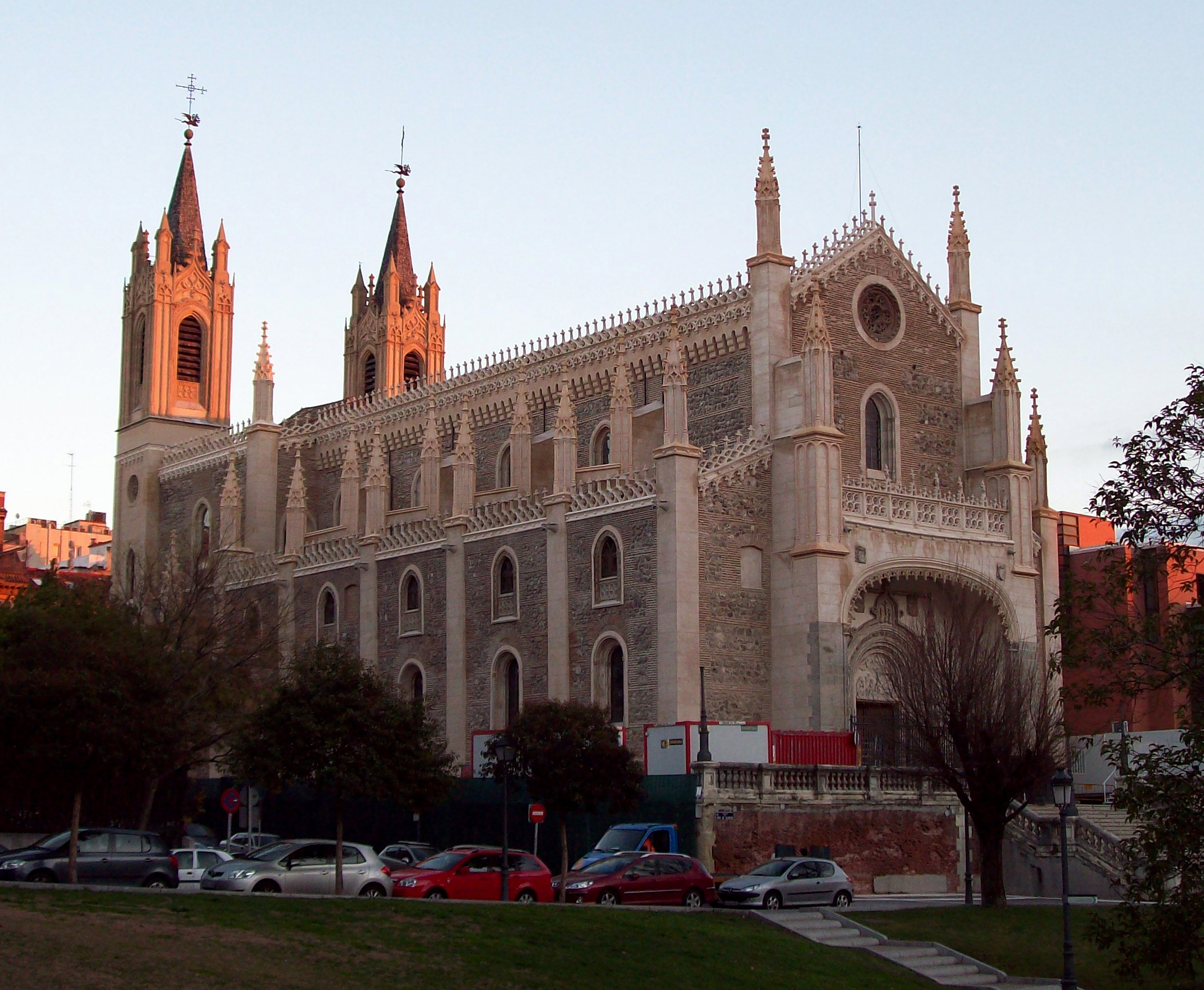
San Jeronimo el Real, Madrid

Gótico isabelino (ou gótico dos Reis Católicos, ou Plateresco) é o estilo gótico que se desenvolveu especialmente em Castela (Espanha) durante o reinado dos Reis Católicos, com características próprias e originais na época em que, todavia, transparece o gótico tardio. O estilo é considerado uma transição entre o Gótico e o Renascentista Espanhol.
A sua representação na arquitetura é mais decorativa que estrutural e se vale abundantemente de elementos heráldicos e epigráficos. O estilo foi dominante na Espanha dos Reis Católicos, com sua influência perdurando por todo século XVI.
As referências à Antiguidade clássica em Espanha são pouco mais do que elementos literários, ao contrário da Itália, onde a presença de edifícios romanos era muito mais abundante. O período isabelino representa uma transição entre o gótico tardio e o início da arquitetura renascentista na Espanha.
E precisamente o estilo gótico na península teve uma série de mudanças, devido à tradição local: menor do que conhecida no sistema de construção e excelente muito menos pronunciada janelas de cobertura e coberturas planas, que fez um estilo muito original mas efetivamente levou vantagem do sistema edifício gótico. Por outro lado, mais prováveis arquitetos espanhóis acostumados a gótica, com algum desprezo considerem correias e reforços de metal visto que os arquitetos italianos foram obrigados a colocar os arcos de resistir impulso horizontal, quando o sistema de construção gótico com sua distribuição conhecida das forças simplesmente eles não eram necessários ou tiveram métodos evitou a "armadilha" destes suporte arquitetural.